# ミュンヘン新分離派

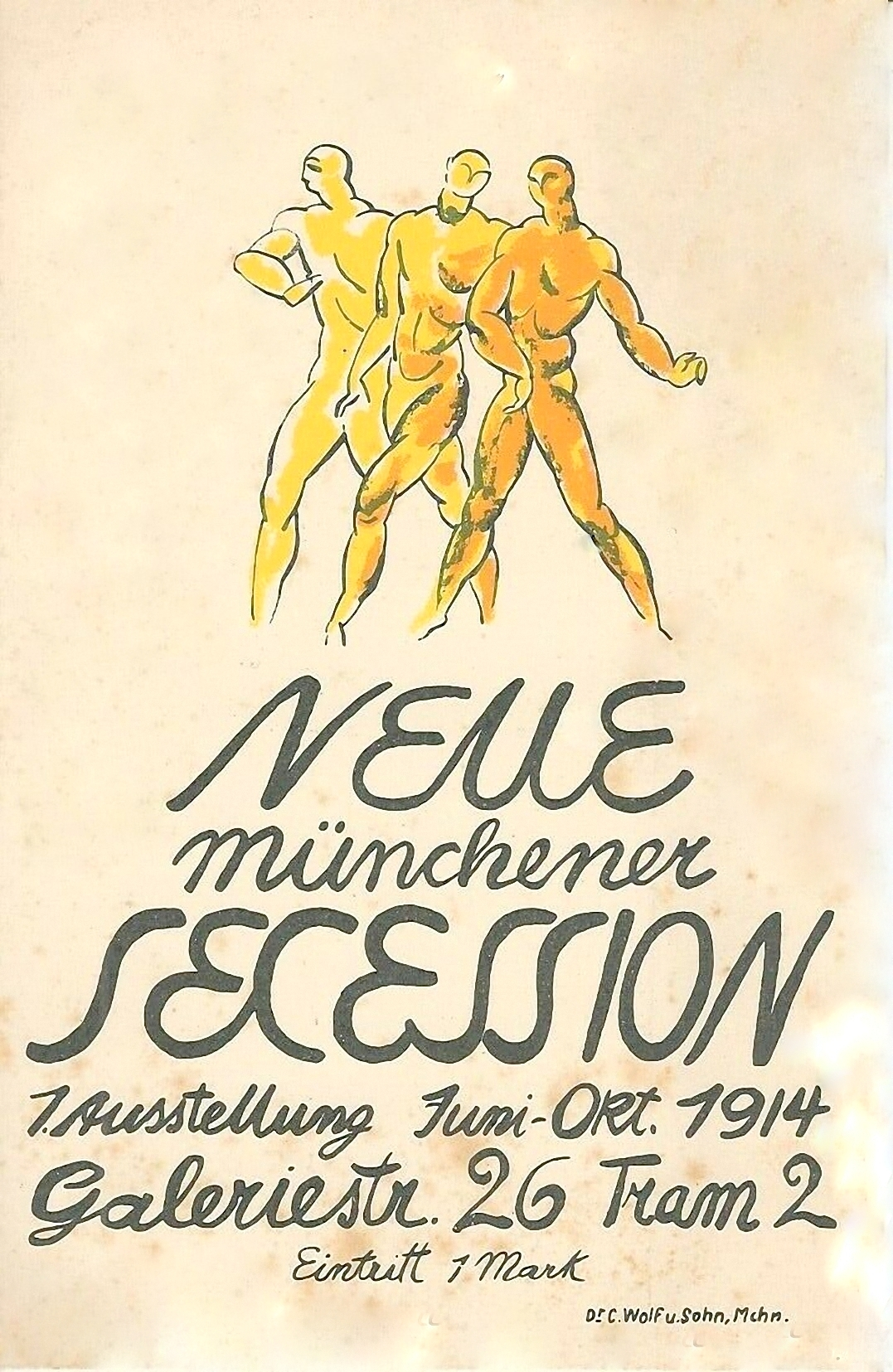
1914年のミュンヘン新分離派の展覧会ポスター

ミュンヘン新分離派（ミュンヘンしんぶんりは、Münchener Neue Secession）は、1913年にミュンヘン分離派（"Münchener Secession" :1892年結成）から派生して創立されたミュンヘンの美術家グループである。

## 概要
1892年に結成されたミュンヘン分離派は、より保守的な芸術家の参加が増え、もはや前衛的ではなくなったと感じた分離派のメンバーや1899年から1911年まで活動した美術家グループ「Scholle」（耕作地のような意味）のメンバーや1909年に創立された「ミュンヘン新芸術家協会」のメンバー、パウル・クレーを中心に1911年から1913年まで活動した芸術家グループ「Sema」（ギリシャ語の記号の意味）らのメンバーによって創立された。
主要なメンバーは画家のパウル・クレー（1879-1940）やアルベルト・ヴァイスゲルバー（1878-1915）、アドルフ・エルプスレー（1881-1947）、カール・アルノルト(1883-1953）、アレクセイ・フォン・ヤウレンスキー（1865-1941）と彫刻家のベルンハルト・ブレーカー（Bernhard Bleeker: 1881-1968）で、1910年にベルリンで結成された「新分離派（Neue Secession）」をモデルに設立された。設立趣意書は、芸術の中心地であるミュンヘンで様々な小さなグループで活動する若い芸術家の才能を結集し、一つの芸術運動ではなく、すべての創造的な芸術家の活動に有益なものとする目的で設立する（" Nicht nur einer Richtung, sondern jedem individuell schaffenden Künstler soll sie dienen"）と述べられた。
アルベルト・ヴァイスゲルバーが協会の初代会長となり、最初の展覧会は、1914年5月30日から10月1日まで、開催された。（当初はMünchener Neue Secessionの名称で、1917年から Neuen Münchener Secessionになった。)
ミュンヘン新分離派の展覧会は会場を移しながら定期的に開催されたが
、ナチスが権力を得た後、1937年12月21日に強制的に解散させされた。第二次世界大戦後の1946年にミュンヘンに設立された美術団体「Neue Gruppe」に多くのミュンヘン新分離派のメンバーが参加した。

## ミュンヘン新分離派のメンバー

### 国内会員（一部）
- トーマス・ハイネ (1867-1948)
- マックス・フェルトバウアー (1869-1948)
- ヴァルター・ピュットナー (1871-1953)
- アドルフ・シネラー (1876-1949)
- クララ・ヴェストホフ (1878-1954)
- アレクサンデル・カノルト (1881-1939)
- ドーラ・ブロンベルガー (1881-1942)
- ルドルフ・グロスマン (1882-1941)
- ゲオルク・シュリンプフ (1889-1938)
- ハインリヒ・カンペンドンク(1889-1957)
- ハンス・ラッサー (1891-1932)

### 国外会員（一部）
- エミール・ノルデ (1867-1956)
- ヘルマン・ハラー (1880-1950)
- ハンス・プルマン (1880-1966)
- マックス・ペヒシュタイン (1881-1955)
- マックス・ベックマン (1884-1950)
- ジュール・パスキン (1885-1930)
- オスカー・ココシュカ (1886-1980)
- ヴィルヘルム・テニー (1888-1949)